# Peder Als
 Ikke at forveksle med Peter Als.
Peder Als (født 16. maj 1725 (eller 1726) i København, død 8. juli 1776 på Charlottenborg) var en dansk maler, broder til Iver Als.

## Læretid
Han lærte under Carl Gustaf Pilo og var den første, som vandt Kunstakademiets store guldmedalje (1755) for billedet Lots udgang fra Sodoma. Dette billede købtes af kong Frederik V, som for det og for et portræt af sig selv i legemsstørrelse, som ordensherre og i "romansk" dragt, udført 1756, betalte kunstneren 300 rigsdaler. Den 5. december 1750 var Als blevet optaget i den københavnske frimurerloge De tre brændende Hjerter.

## Udlandsrejse
Ved kongelig resolution af 22. december 1755 var der tilstået Als et rejsestipendium på 400 rigsdaler årlig i seks år. Midt i 1756 drog han til Rom. Her synes Als –ligesom tilfældet var med flere andre af Akademiets første pensionærer, som Johan Christian Almer og Antonius Müller, der døde som munk i Rom, – at have følt sig tiltalt af den katolske tro og af den romerske gudstjenestes sanselige pragt og glans. I Danmark beskyldte man ham endog, skønt uden grund, for at være en frafalden. Det lykkedes ham hurtigt at få plads i Rafael Mengs’ værksted. Hos denne eller hos Johannes Wiedewelt, der også var i Rom på den tid, lærte han den store Johann Joachim Winckelmann at kende og malede hans portræt, som efter Winckelmanns egen dom var et fortræffeligt billede og meget vellignende, hvad der ikke altid skal have været tilfældet med portrætter fra Als's hånd. 
Skønt Als, som der meldes, hos Mengs først måtte lære at glemme alt, hvad han havde lært i Danmark, arbejdede og studerede han dog flittigt og gjorde adskillige kopier efter gode mestre som Antonio da Correggio, Robert Le Lorrain (en) og Raffaello Santi. Han kunne uden tvivl være blevet en respektabel historiemaler, hvis man i Danmark havde undt ham tid til at blive det, men hans ansøgning om at blive borte og nyde sit knappe stipendium i otte i stedet for i seks år, blev afslået, skønt Mengs havde givet den påtegning, at et forlænget ophold udenlands var nødvendigt for Als, hvis han skulle være historiemaler. Han måtte således vende hjem 1762 som portrætmaler, og som sådan godkendtes han 1763 af det samme Akademi, hvis stipendium han havde nydt som historiemaler.

## Videre karriere
Det følgende år blev han medlem af Akademiet. Han var ligeledes medlem af Academia Clementina i Bologna; når og hvor han var blevet det, vides ikke. I 1765 fik Als en kongelig gave på 400 rigsdaler og blev næste år professor ved Akademiet og "kongelig Hof-Historie (!)- og Portrætmaler" med 800 rigsdaler årlig.
Han fik nu meget travlt, og skønt den betaling, der den gang ydedes for kunstværker, kun var såre ringe — portrætter i fuld legemsstørrelse til hest 600 rigsdaler, helt korpus 100-500 rigsdaler, yderst sjældent derover, knæstykke 50 rigsdaler, brystbillede 20 rigsdaler — levede Als, der ikke var gift, dog sorgfrit, ja endog på en større fod, end tilfældet ellers var med de danske kunstnere, der næsten alle var fattige: han havde embedsbolig på Charlottenborg, holdt tyende og havde loge i Paolo Scalabrinis italienske teater. 
Als var en smuk, anselig mand, men besværet af fedme. Han tog sig faderligt af sin afdøde broders uforsørgede døtre og erklærede dem i sit testamente for sine hovedarvinger. Han døde på Charlottenborg 8. juli 1776.

## Vigtigste arbejder
Af hans arbejder kan nævnes: Wiedewelts portræt i Akademiet, samme på Rosenborg, Nicolas-Henri Jardins og Johan Martin Preislers, hvilke han malede for receptionen, Akademiets æresmedlem grev Schmettaus, ligeledes i Akademiet, Caroline Mathildes i oberstuniform (1771), af kongen skænket til grev Rantzau-Ascheberg, og Christian 7. i legemsstørrelse, hvilket var hans sidste arbejde, og som han ikke nåede at få fuldendt. Hans portrætter er ret smukke, men koloritten i dem som helhed mørk og mat, hudfarven er noget jordagtig, og de tilbagetrædende partier som underansigt og hals lider af uheldige, grågrønne toner. Als malede også miniaturebilleder, således flere gange Christian 7.

## Billeder
| - Værker af Peder Als - Baron Matthias Güldencrone, ca. 1750 - Hofjuvelér Christopher Fabritius og hustru Gundel, f. Berntz, 1752 - Anton Rafael Mengs Ml. 1757 og 1761 Als' lærer i Rom 1757-61. - Droning Louise, gift med Frederik 5. af Danmark 1750'erne - Johan Edvard Mandelberg, svensk-dansk maler 1758 - Nicolas-Henri Jardin, hofarkitekt 1764 - Johannes Wiedewelt 1766 - Christian 7. i salvingsdragt Mellem 1766 og 1768 - Caroline Mathilde i militæruniform 1770 - Grev Eggert Christopher Knuth Ca. 1770 - Tredje udkast til maleri af Caroline Mathilde og Frederik - 1771 - Dronning Caroline Mathilde med kronprins Frederik. Første udkast 1770'erne - Admiral Simon Hooglant Ml. 1744 og 1776 - Carolina Matilde Før 1775 - Christian 7. som barn Ca. 1770 - Christian 7. Ml. 1776 og 1779 - Dronning Juliane Marie - Sophie Magdalene af Danmark, dronning af Sverige 1771-92 - Søofficer Frederik Christian Kaas, 1727-1804 - Peter Christian Winsløw (en), hofmedaljør |